# Kozelszczyna (rejon połtawski)
Kozelszczyna (ukr. Козельщина) – wieś na Ukrainie, w obwodzie połtawskim, w rejonie połtawskim, w hromadzie Masziwka. W 2001 liczyła 116 mieszkańców.